# 蔡鸿忠
蔡鴻忠（2月9日—），台灣漫畫家，出生於台北市，筆名狗狗蔡。代表作有《霹靂狂刀》、《1/2王子》。

## 簡歷
- 1992年 - 以短篇〈另一個自我〉刊載於東立《寶鳥少年》而正式出道。
- 1993年 - 與編劇鍾宇凡合作以〈無天童子〉於東立《寶鳥少年》開始連載。
- 1997年8月 - 以〈霹靂狂刀〉於東立《寶鳥少年》開始連載，以臺灣知名布袋戲角色亂世狂刀為主角，並入圍第28屆圖書金鼎獎漫畫類。
- 2003年 - 以〈英雄本色〉於東立《寶鳥少年》開始連載，為同名電視劇改編漫畫。
- 2004年 - 以〈魔女琪琪〉於東立《龍少年》開始連載，本作品並獲得2007年金鼎獎兒童及少年圖書最佳漫畫書獎。
- 2007年 - 與輕小說作家御我合作以《1/2王子》於東立《龍少年》開始連載，故事以奇幻魔法世界的線上虛擬實境遊戲為背景。

## 作品一覽

### 短篇漫畫
- 另一個自我

### 單行本
- 無天童子（全5集）
- 霹靂狂刀（全16集）
- 英雄本色（全4集）
- 魔女琪琪（全1集）
- 1/2王子（全16集）
- 人娃契

## 外部連結
- 蔡鴻忠的facebook粉絲專頁